# Franco Landella
Franco Landella (Foggia, 1º maggio 1966) è un politico italiano, sindaco di Foggia dal 2014 al 2021.

## Biografia
Figlio di un dirigente della CISL, Franco Landella si è avvicinato da giovane alla politica, prima nella Democrazia Cristiana e, sin dal 1994, in Forza Italia. Geometra abilitato all'esercizio della professione, nel 1999 è assunto dall'Azienda sanitaria locale di Foggia come impiegato. Nel 2002 ha conseguito la laurea triennale in Scienze politiche presso l'Università degli Studi Internazionali di Roma. 
Alle elezioni amministrative del 2004 e 2009 è stato il consigliere comunale più votato. Candidato senza successo al consiglio regionale nel 2010, due anni dopo è stato designato segretario provinciale del Popolo della Libertà.
Alle elezioni amministrative del 2014 è stato eletto sindaco, a capo di una coalizione di centro-destra, con il 50,33% dei consensi al ballottaggio. Si è insediato come primo cittadino l'11 giugno. Nelle successive elezioni amministrative del 2019 è stato confermato al ballottaggio con il 53,28%. Ad agosto 2020 ha ufficializzato il passaggio alla  Lega, in polemica con Forza Italia per la mancata candidatura di sua cognata, Michaela Di Donna, alle elezioni regionali del settembre successivo.
Il 4 maggio 2021, al termine di una riunione di maggioranza, ha presentato le dimissioni da sindaco.